# Marion Zimmer Bradley's Darkover
Marion Zimmer Bradley's Darkover este o antologie de povestiri științifico-fantastice (de fantezie științifică) care a fost editată de scriitoarea americană Marion Zimmer Bradley. 
Povestirile fac parte din Seria Darkover care are loc pe planeta fictivă Darkover din sistemul stelar fictiv al unei gigante roșii denumită Cottman. Planeta este dominată de ghețari care acoperă cea mai mare parte a suprafeței sale. Zona locuibilă se află la doar câteva grade nord de ecuator.
Cartea Marion Zimmer Bradley's Darkover a fost publicată pentru prima dată de DAW Books (nr. 929) în octombrie 1993.

## Cuprins
Povestirile sunt împărțite în patru secțiuni, fiecare precedată de o scurtă prezentare generală a gândurilor lui Bradley cu privire la subiectul (subiectele) principal(e) al(e) acelei categorii. Unele dintre povestiri au fost anterior nepublicate, în special povestirile din secțiunea „Hilary” care au fost concepute ca proiecte pentru un roman propus despre personajul Hilary Castamir. Alte povestiri din această colecție au apărut inițial în antologiile Darkover anterioare editate de Bradley, deși nu toate contribuțiile sale antologice anterioare sunt reeditate aici.
- Introducere
- "Free Amazons"
  - "To Keep the Oath"
  - "Amazon Fragment" (după o schiță a romanului Thendara House)
  - "House Rules"
  - "Knives"
- "Hilary"
  - "Firetrap", cu Elisabeth Waters
  - "The Keeper’s Price, cu Elisabeth Waters
  - "The Lesson of the Inn"
  - "Hilary’s Homecoming"
  - "Hilary’s Wedding"
- "Rohana"
  - "Everything but Freedom"
- "Dyan Ardais"
  - "Oathbreaker"
  - "The Hawk-Master’s Son"
  - "Man of Impulse"
  - "The Shadow"